# 이동윤 (희극인)
이동윤(1979년 3월 14일 ~ )는 대한민국의 희극인이다.

## 생애
1999년 연극배우 첫 데뷔하였고 이듬해 2000년에 뮤지컬배우 데뷔한 그는 이후 2005년에 KBS 공채 개그맨 20기로 정식 데뷔하였다. 현재, KBS의 개그콘서트에서 렛잇비와 알포인트에 출연하고 있다. 

## 학력
- 한림대학교 수학과 학사

## 출연 작품

### 방송
- 《개그콘서트》 (KBS2)

〈예술의 전당〉
〈핑크레이디〉
〈구리스〉
〈굳세어라 안사장〉
〈송이병 뭐하냐〉
〈뮤지컬〉
〈영길아〉
〈이런 붕~닭〉
〈빅4 콘서트〉
〈천사들의 합창〉
〈슈퍼스타 KBS〉
〈노 브레인〉
〈언발라드〉
〈봉숭아학당〉턱시도 역
〈남극의 눈물〉
〈참으show〉
〈감수성〉이장군 역
〈어제 온 관객 오늘 또 왔네〉
〈산 넘어 산〉
〈징글 정글〉
〈피곤한 가족〉
〈친한친구〉
〈왕해〉좌의정 역
〈전설의 레전드〉반장 역
〈깐죽거리 잔혹사〉허민의 아빠 역
〈어른들을 위한 동화〉
〈렛잇비〉부장님 역
〈그래 이거야〉
〈알포인트〉소대장 역
〈진지록〉왕 역
〈해보고 싶었습니다〉경찰관 1 역
- 《폭소클럽1》 (KBS2)
- 《폭소클럽2》 (KBS2)
- 《가족오락관》 (KBS1)
- 《출발드림팀 시즌 2》 (KBS2)
- 《도전 1000곡》 (SBS)
- 《퍼펙트 싱어 VS》 (tvN)
- 《백인백곡 끝까지 간다》 (JTBC)
- 《김병만의 별난세상》 (SKY ENT)
- 《일밤 - 복면가왕》 (MBC) - 늑대

### 드라마
- 《넝쿨째 굴러온 당신》 (KBS2, 2012년) - 노래교실 강사 역
- 《환상거탑》(tvN, 2013년) - OTL 홈쇼핑 남성진행자 역

### 광고
- 롯데칠성음료 레쓰비 카페타임